# Orient (Ohio)
Orient – wieś w Stanach Zjednoczonych, w stanie Ohio, w hrabstwie Pickaway.